# En el camino
En el camino (On the Road) es una novela escrita por Jack Kerouac entre el 2 y el 22 de abril de 1951 y publicada por primera vez en 1957 en la editorial estadounidense Viking Press. Se trata de una novela en parte autobiográfica escrita como un monólogo interior. Está basada en los viajes que Kerouac y sus amigos hicieron por los Estados Unidos y México entre 1947 y 1950, y contribuyó a la mitificación de la ruta 66. Está considerada como la obra definitiva de la generación beat y recibe su inspiración del jazz, la poesía y las drogas: describe un modo romántico y bohemio de vida.
El libro es uno de los clásicos más influyentes del siglo XX y aún hoy se sigue reeditando a un ritmo de 100.000 copias anuales. Es considerado por la revista Time como una de las cien mejores novelas en idioma inglés editadas desde el nacimiento de la revista en 1923 hasta la actualidad.
Con esta novela, Kerouac fue calificado como el nuevo Charlie Parker y su estilo fue denominado como prosa espontánea y comparado con el Be Bop debido a su ritmo frenético e improvisado.
En el camino fue escrita en sólo tres semanas, mientras Kerouac vivía con su segunda esposa Jane Haverty en un apartamento en el número 454 de la calle 20 oeste de Manhattan y fue mecanografiada sin márgenes ni párrafos diferenciados en un largo rollo de papel al que Kerouac llamaba simplemente el rollo. Contrariamente a la leyenda, Kerouac no utilizó más drogas que el café para escribir la novela.
El rollo original actualmente es propiedad de James Irsay, el propietario del equipo de fútbol americano Indianapolis Colts, quien lo compró por una elevada suma de dinero y permite su exposición en universidades, museos y centros culturales.
En 2007, se descubrió que Kerouac empezó a escribir On The Road en francés, lengua materna en la que escribió además dos novelas no publicadas.
La legendaria historia sobre cómo escribió Kerouac En el camino pasa por alto la tediosa organización y preparación previa antes de su explosión creativa. Kerouac llevaba pequeños cuadernos en los que escribía notas para preparar la novela durante sus ratos libres, algunas de las cuales fueron incluidas en el libro pese a haberlas escrito como notas sin ordenar siete años antes de sus viajes. Kerouac corrigió la novela varias veces antes de que el escritor y asesor de la editorial Viking Press decidiera publicarla.
En 2006 comenzó a prepararse una adaptación, En el camino, dirigida por el cineasta Walter Salles y producida por Francis Ford Coppola. Se estrenó en 2012.
En agosto de 2007 se publicó una edición sin censurar de la novela en conmemoración del 50 aniversario de su publicación original. En ella se incluyen partes que fueron consideradas inadecuadas cuando vio la luz por primera vez y se sustituyen los pseudónimos que utilizó Kerouac por los nombres reales de los personajes.
En abril de 2009 se publicó la primera edición de la novela sin censura en español, la cual fue fielmente traducida del rollo original mecanografiado por Kerouac; ello hace más íntimo el acercamiento que se tiene con el autor, pues se utilizan nombres reales y se respetan los sucesos con los cuales se concibió la obra. [cita requerida]
La primera edición de Viking Press estructura el libro en capítulos, acercándolo a la idea de una novela convencional. La edición de 2007 lo reproduce de continuo como Kerouac lo escribió, apenas dividido en cuatro "libros". Cuesta entender, desde la mirada de hoy, las razones de la censura  de acontecimientos  y de estilo que se hizo en la primera publicación.

## Argumento
El libro comienza presentando al impulsor de la mayoría de las aventuras que tienen lugar a lo largo de la novela, Dean Moriarty, pseudónimo de Neal Cassady, quien fuera el alocado «hipster» que se convirtió en héroe de todos los beats. El narrador es Sal Paradise, alter ego de Kerouac, fascinado por su ecléctico grupo de amigos, por el jazz, por los paisajes de Norteamérica y por las mujeres. En el primer párrafo de la novela se puede leer lo siguiente: "Con la aparición de Dean Moriarty comenzó la parte de mi vida que podría llamarse mi vida en la carretera". En este inicio, Moriarty ya es presentado como el instigador e inspirador de muchos de los viajes de Sal.
La ciudad de Nueva York es el punto de partida de la aventura, donde poco antes de la llegada de Moriarty, Kerouac/Paradise conocería a Carlo Marx (sobrenombre de Allen Ginsberg), quien pronto se convertiría en su mejor amigo en la ciudad. Sal define a Dean como "el estafador santo de mente brillante" y a Carlo como "el estafador poético y doloroso de mente oscura". Carlo y Dean hablan de sus experiencias con sus amigos por todo el país y Sal se queda fascinado con ellos y con otros que irá conociendo más tarde en sus viajes. San Francisco, en California, será la meca inicial de los viajes. La ciudad de Denver, en el estado de Colorado, será el baricentro de la saga que oscila entre Nueva York, San Francisco y Ciudad de México

## Los viajes
1947
Nueva York → Chicago,
→ Newton, Iowa
→ Stuart, Iowa

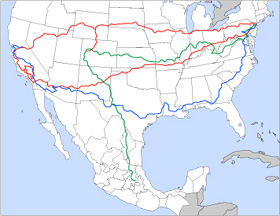
Mapa de los viajes que Kerouac realizó por Norteamérica y que relatan en En el Camino. Rojo: 1947; Azul:1949; Verde:1950.

→ Cheyenne, Wyoming → Denver, Colorado
→ Salt Lake City, Utah → San Francisco, California → Marin City
→ Hollywood, California
→ Los Ángeles, California
→ Selma, California
→ Dalhart, Texas
→ Indianápolis, Indiana
→ Harrisburg, Pensilvania
→ Nueva York.
1949
Rocky Mount, Carolina del Norte → Nueva Orleans, Luisiana → San Francisco, Denver, Colorado
→ Nueva York.
1950
Nueva York, → Terre Haute, Indiana → San Luis, Misuri → Denver → Amarillo, Texas → Terre Haute, Indiana → San Antonio, Texas → Laredo, Texas → Nuevo Laredo, Tamaulipas → Hidalgo, Nuevo León → Ciudad Victoria → Llera de Canales → México D. F.

## Los personajes
| Sal Paradise                     | Jack Kerouac                        |
| Dean Moriarty                    | Neal Cassady                        |
| Chad King                        | Haldon "Hal" Chase                  |
| Carlo Marx                       | Allen Ginsberg                      |
| Marylou                          | Luanne Henderson                    |
| Tim Gray                         | Ed White                            |
| Ed Wall                          | Ed Uhl                              |
| La tía                           | Gabrielle Kerouac (madre del autor) |
| Old Bull Lee                     | William S. Burroughs                |
| Elmer Hassel                     | Herbert Huncke                      |
| Jane Lee                         | Joan Vollmer Adams Burroughs        |
| Tommy Snark                      | Jim Holmes                          |
| Roy Johnson                      | Bill Tomson                         |
| Ed Dunkel                        | Al Hinkle                           |
| Rocco                            | Paul Blake (cuñado del autor)       |
| Remi Boncœur                     | Henri Cru                           |
| Lee Ann                          | Dianne Orin                         |
| Ray Rawlins                      | Bob Burford                         |
| Babe Rawlins                     | Beverly Burford                     |
| Mary Bettencourt                 | Ruth Gullion                        |
| Rita Bettencourt                 | Helen Gullion                       |
| Roland Major                     | Allan Temko                         |
| William Holmes “Big Slim” Hazard | William Holmes “Big Slim” Hubbard   |
| Betty Gray                       | Joanie White (esposa de Ed White)   |
| Camille                          | Carolyn Cassady (nacida Robinson)   |
| Denver D. Doll                   | Justin Brierly                      |
| Old Dean Moriarty                | Neal Cassady padre                  |
| Mr. Snow                         | ?                                   |
| “The famous director”            | Gregory La Cava                     |
| Terry                            | Bea Franco                          |
| Peaches                          | Ginger Chase                        |
| Dorie, “Tall redhead”            | Vicki Russell                       |
| Amy Moriarty                     | Catherine Cassady                   |
| Galatea Dunkel                   | Helen Hinkle                        |
| Lucille                          | Pauline                             |
| Tom Saybrook                     | Ed Stringham                        |
| Ian MacArthur                    | John Clellon Holmes                 |
| Damion                           | Lucien Carr                         |
| Mona                             | Rhoda                               |
| Rollo Greb                       | Alan Ansen                          |
| Dodie Lee                        | Julie Burroughs                     |
| Ray Lee                          | William S. Burroughs Jr.            |
| Dale                             | Kells Elvins                        |
| Hal Hingham                      | Alan Harrington                     |
| Marie                            | Lorraine                            |
| Dorothy Johnson                  | Helen Tomson                        |
| Sam Brady                        | (primo de Neal Cassady)             |
| Inez                             | Diana Hansen                        |
| Ángel Luz García                 | José García Villa                   |
| Walter Evans                     | Walter Adams                        |
| Víctor Villanueva                | Victorino Tejera                    |
| Jinny Jones                      | Jinny Baker Lehrman                 |
| Gene Dexter                      | Gene Pippin                         |
| Stan Shepard                     | Frank Jeffries                      |
| Victor                           | Gregorio                            |
| Laura                            | Joan Kerouac (nacida Haverty)       |
| Joanie Moriarty                  | Jami Cassady                        |